# Croton minimus
Espèce
Classification APG III (2009)
Croton minimus est une espèce de plantes à fleurs du genre Croton et de la famille des Euphorbiaceae présente au Queensland en Australie.